# James Piccoli
James Piccoli (Montréal, 5 settembre 1991) è un ex ciclista su strada canadese.

## Palmarès

### Strada
- 2016 (Transports Lacombe, due vittorie)

Classifica generale Green Mountain Stage Race
Tobago Cycling Classic
- 2017 (Elevate-KHS Pro Cycling, due vittorie)

4ª tappa Tour of Southland (Invercargill > Bluff)
Classifica generale Tour of Southland
- 2018 (Elevate-KHS Pro Cycling, quattro vittorie)

4ª tappa Tour de Beauce (Québec > Québec)
Classifica generale Tour de Beauce
4ª tappa Tour of Southland (Invercargill > Bluff)
5ª tappa Tour of Southland (Invercargill > Gore)
- 2019 (Elevate-KHS Pro Cycling, cinque vittorie)

4ª tappa Tour de Taiwan (Nantou > Xiangshan Visitor Center)
1ª tappa Tour of the Gila (Silver City > Mogollon)
Classifica generale Tour of the Gila
2ª tappa Tour de Beauce (Lac-Mégantic > Lac-Mégantic)
Prologo Tour of Utah (Snowbird > Snowbird)
- 2023 (China Glory Continental Cycling Team, una vittoria)

3ª tappa Tour of Hainan (Baoting > Wuzhishan)

#### Altri successi
- 2019 (Elevate-KHS Pro Cycling)

1ª tappa San Dimas Stage Race (cronoscalata)
3ª tappa San Dimas Stage Race (criterium)
Classifica generale San Dimas Stage Race
Classifica generale Pro Road Tour
- 2021 (Israel Start-Up Nation)

1ª tappa, 2ª semitappa Settimana Internazionale di Coppi e Bartali (Gatteo, cronosquadre)
- 2023 (China Glory Continental Cycling Team)

Classifica scalatori Tour of Poyang Lake

## Piazzamenti

### Grandi Giri
- Vuelta a España

2020: 124º
2021: 86º

### Classiche monumento
- Milano-Sanremo

2021: 127º
- Liegi-Bastogne-Liegi

2020: 57º
- Giro di Lombardia

2020: fuori tempo massimo
2021: ritirato

### Competizioni mondiali
- Campionati del mondo

Yorkshire 2019 - In linea Elite: ritirato